# Messe-Prater
Messe-Prater – jedna ze stacji metra w Wiedniu na linii U2. Została otwarta 10 maja 2008. 
Znajduje się w 2. dzielnicy Wiednia, Leopoldstadt. Jej nazwa pochodzi od Targów Wiedeńskich i obszaru rekreacyjnego Prater. Stacja znajduje się na południe od Stuwerviertel, w północno-wschodniej części rozrywkowej dzielnicy Wurstelprater, pod Ausstellungsstraße pomiędzy Nordportalstraße i Messeplatz.